# شركة إسيليت ليتز جي أم بي أتش & و شركاه كيه جي

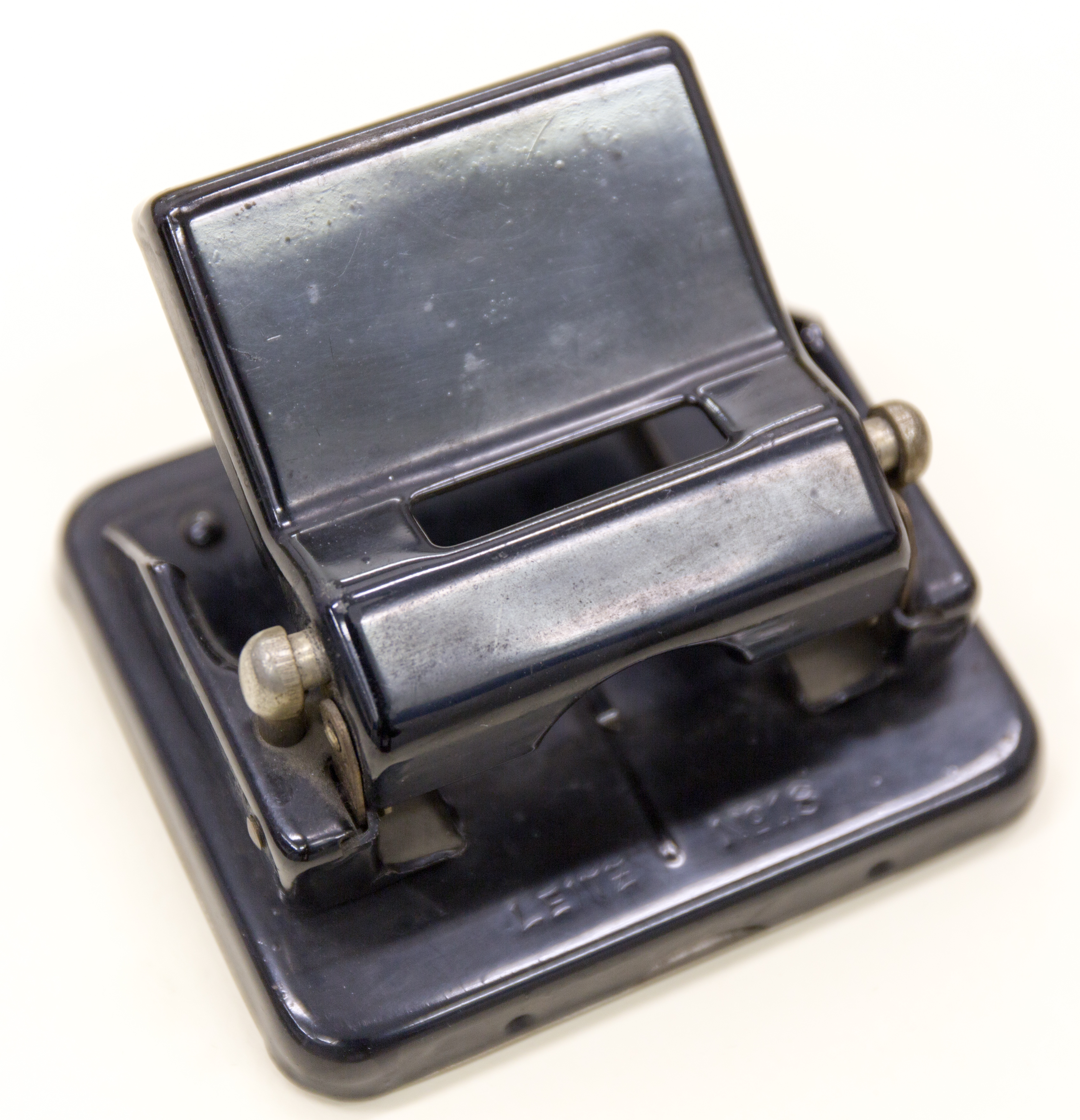
مثقاب (خرامة) من ليتز، حاليا في متحف الثقافة الأوروبية ، برلين

شركة إسيليت ليتز جي أم بي أتش & و شركاه كيه جي ، والمعروفة أيضًا باسم ليتز ، هي شركة تصنيع ألمانية للمنتجات المكتبية. الشركة، التي يقع مقرها الرئيسي في شتوتغارت ، مملوكة لشركة إسيليت منذ عام 1998، والتي استحوذت عليها شركة أككو براندز في عام 2017. اليوم، تستخدم شركة إسيليت العلامة التجارية ليتز بشكل أساسي في حفظ الملفات ومنتجات مساحة العمل.
تأسست شركة ليتز على يد لويس ليتز .
وفي عام 1998، استحوذت مجموعة ليتز على الشركة. وفي وقت البيع، كان لدى الشركة 2500 موظف ومبيعات بقيمة 280 مليون يورو. وتم تسريح عدد كبير من الموظفين في ذلك الوقت. 
في عام 2017، استحوذت مجموعة أككو على مجموعة أسيليت من شركة الأسهم الخاصة جيه دبليو شيلدز، والتي تضم أيضًا شركة ليتز، من بين شركات أخرى. وكجزء من هذا، تم تغيير اسم الشركة "شركة إسيليت ليتز جي أم بي أتش & و شركاه كيه جي" إلى "ليتز أككو براندز جي أم بي أتش & شركاه كيه جي". وفي وقت البيع، كان لدى شركة ليتز 455 موظفًا بمبيعات بلغت 205.8 مليون يورو. 

## أنظر أيضاً
- ليتز ، شركة تصنيع ألمانية غير مرتبطة أسسها ألبرت ليتز [الإنجليزية] في عام 1876 (www.leitz.org)
- لايكا

## روابط خارجية
- شركة ليتز
- ليتز المملكة المتحدة
- ليتز كلاود